# Leptorhaphis tremulae
Leptorhaphis tremulae är en lavart som beskrevs av Körb. Leptorhaphis tremulae ingår i släktet Leptorhaphis och familjen Naetrocymbaceae.   Inga underarter finns listade i Catalogue of Life.